# 四足蛇属
四足蛇属（学名：Tetrapodophis）是伸龙科的一属。

## 下属物种
本属包括以下物种：
- Tetrapodophis amplectus Martill et al., 2015[2]